# 磁感应方程
磁感应方程是描述磁场与导电的流体发生相互作用时，磁场随时间变化的方程，是磁流体动力学中的一个重要方程。
在磁流体动力学中，等离子体可以看作是良导体，由于存在洛伦兹力，欧姆定律的数学形式为：
{\displaystyle {\boldsymbol {J}}=\sigma ({\boldsymbol {E}}+{\boldsymbol {v}}\times {\boldsymbol {B}})}
代入麦克斯韦方程组{\displaystyle \nabla \times {\boldsymbol {B}}=\mu _{0}{\boldsymbol {J}}}，可以得到磁感应方程：
{\displaystyle {\frac {\partial {\boldsymbol {B}}}{\partial t}}=\nabla \times ({\boldsymbol {v}}\times {\boldsymbol {B}})+\eta \nabla ^{2}{\boldsymbol {B}}}
其中，{\displaystyle \eta ={\frac {1}{\sigma \nu }}}与流体力学中的粘滞系数具有相同的量纲，叫做磁粘滞系数或者磁扩散系数。

## 科研
2020年9月，中国科学院紫金山天文台太阳活动多波段观测与研究团组博士徐喆和研究员季海生等人，对一例运动黑子的磁流体动力学过程进行了观测与分析，研究人员利用磁感应方程所推导的理论结果与实际观测非常一致。